# Імені Мамаїта Омарова
імені Мамаї́та Ома́рова (каз. Мамаит Омаров ат.с.) — село у складі Аксуської міської адміністрації Павлодарської області Казахстану. Адміністративний центр сільського округу імені Мамаїта Омарова.
Населення — 1004 особи (2021; 1192 у 2009, 1153 у 1999, 1095 у 1989).
Національний склад станом на 1989 рік:
- казахи — 78 %

До 1993 року село називалось Грязновка, потім до 2007 року — Казали.